# Tremnik
Tremnik (en macédonien Тремник) est un village du sud de la Macédoine du Nord, situé dans la municipalité de Negotino. Le village comptait 829 habitants en 2002.

## Démographie
Lors du recensement de 2002, le village comptait :
- Macédoniens : 618
- Serbes : 121
- Turcs : 85
- Autres : 1